# Gynoplistia (Gynoplistia) kundy
Gynoplistia (Gynoplistia) kundy is een tweevleugelige uit de familie steltmuggen (Limoniidae). De soort komt voor in het Australaziatisch gebied.